# DSB MF
De DSB MF/FF, beter bekend als IC 3, is een driedelig treinstel met dieselmechanische aandrijving voor het lange-afstandpersonenvervoer van de Danske Statsbaner (DSB).
Bij Statens Järnvägar (SJ) is dit treintype als Y2 in gebruik.

## Constructie en techniek
Het treinstel werd door ABB Scandia ontwikkeld voor de DSB. Het driedelig treinstel werd gebouwd op vier draaistellen waarvan twee als jacobsdraaistel. De vier dieselmotoren zijn onder beide stuurstandrijtuigen gemonteerd. De stuurtafel is gecombineerd met de in het front ingebouwde deur. Hierdoor kan men tijdens de rit overstappen naar het andere treindeel. Bij de inzet van deze treinen op verbindingen met veerdiensten werden de treinen gesplitst in verband met de beperkte lengte van de sporen op de veerschepen; de stuurtafel en de zitplaats van de bestuurder werden opgeklapt en het geheel werd opzij gedraaid (zie foto's). Dit combineren in treinschakeling is ook mogelijk met elektrische treinstellen van het type IR4. Het treinstel is opgebouwd uit een aluminium frame en is uitgerust met luchtvering. Er kunnen tot vijf eenheden gekoppeld worden.
In 2005 werd begonnen met het vervangen van de Deutz-motoren van het type 513 met een vermogen van 294 kW door Deutz-motoren van het type TCD2015 V6 met een vermogen van 330 kW.

## Nummers
De treinen van de Danske Statsbaner (DSB) zijn als volgt genummerd:
- MFA: 5001 - 5092 + FF: 5401 - 5492 + MFB: 5201 - 5292
- MFA: 5093 - 5096 + FF: 5493 - 5496 + MFB: 5293 - 5296 (ex SJ 1367 - 1386, type Y2)

## Schadegevallen
- Op 31 juli 2008 brandde de 5096 (ex SJ 1371) in Slagelse uit. Dit treinstel werd in 2008 gesloopt.
- Op 21 februari 2004 is een IC3 met een vaart van 150 km/h op weg naar Københavns Hovedbanegård bij Tommerup (Assens) met de laatste wagon uit de rails geraakt. De trein had 75 passagiers aan boord, maar niemand raakte gewond. De oorzaak was een kapotte rail.[2]

## Internet
Deze treinen werden uitgerust met draadloos internet door middel van een wifiverbinding. Deze dienst is beschikbaar voor InterCity en InterCityLyn treinen tussen Kopenhagen en Århus. 

## Treindiensten
Deze treinstellen worden hoofdzakelijk gebruikt als InterCity en InterCityLyn op de vijf lijnen van København over Odense verder naar:
- Middelfart - Esbjerg
- Fredericia - Vejle - Herning - Struer - eventueel naar Thisted
  - Sommige rijden door naar Langa en Viborg tot Struer
- Fredericia - Vejle - Århus H - Aalborg - eventueel naar Frederikshavn
- Kolding - Sønderborg

De treinstellen worden ook als Eurocity ingezet op de trajecten:
- København - Ringsted - Nykøbing Falster - Rødby - per veerboot - Puttgarden - Lübeck - Hamburg (Vogelfluglinie)
- Århus H - Horsens - Fredericia - Kolding - Padborg - Flensburg - Hamburg

Deze treindiensten werden tussen december 2006 en december 2017 tijdelijk vervangen door treinstellen van het type ICE-TD van de Deutsche Bahn (DB).
Daarnaast zijn de treinstellen ook aan te treffen als stoptrein op de trajecten:
- København - Roskilde - Holbæk - Kalundborg
- København - Ringsted - Næstved - Nykøbing Falster

De treinstellen werden vanaf 12 december 2010 ook als InterCity ingezet op het traject:
- Kopenhagen - Ringsted - Odense - Kolding - Padborg - Flensburg

## Foto's

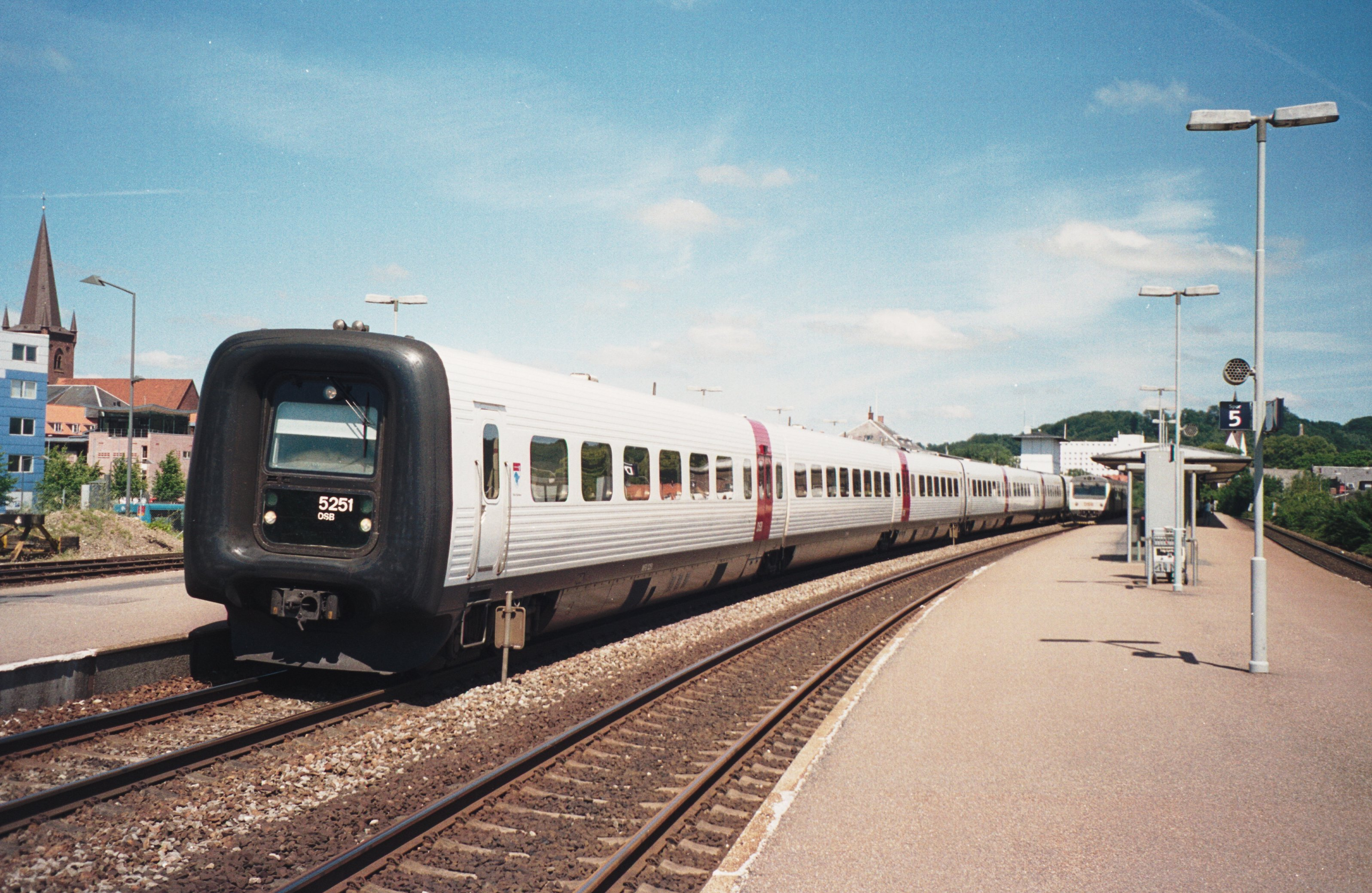
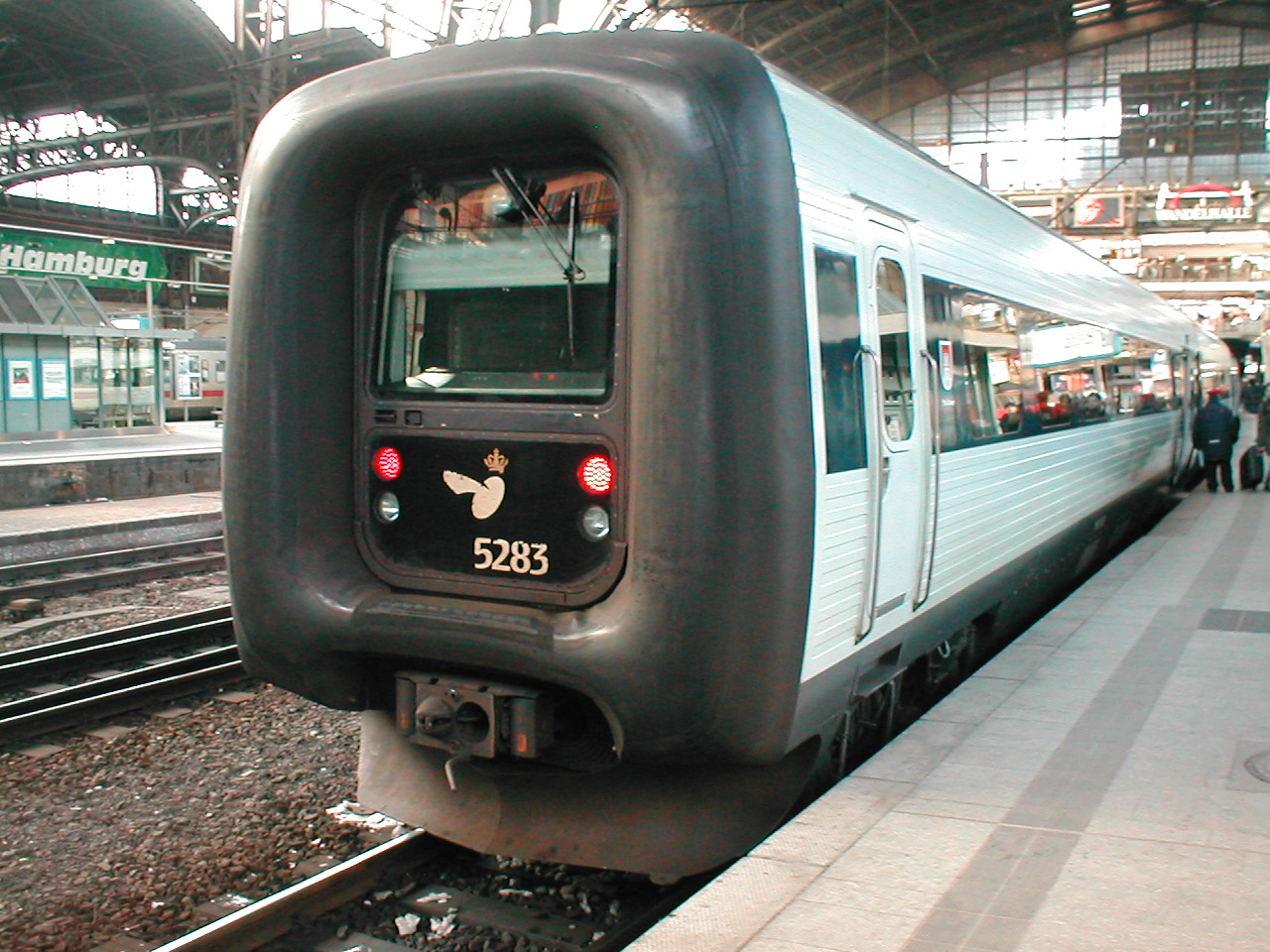
Hamburg Hbf
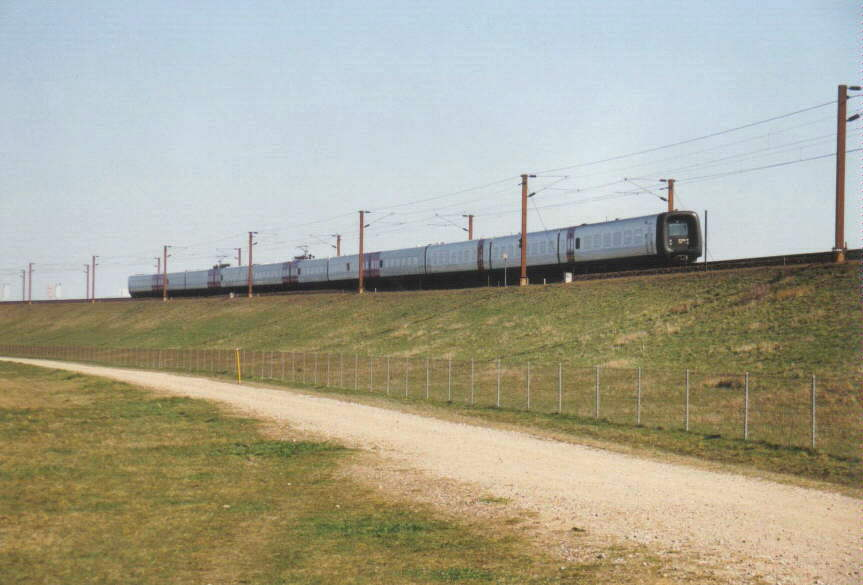
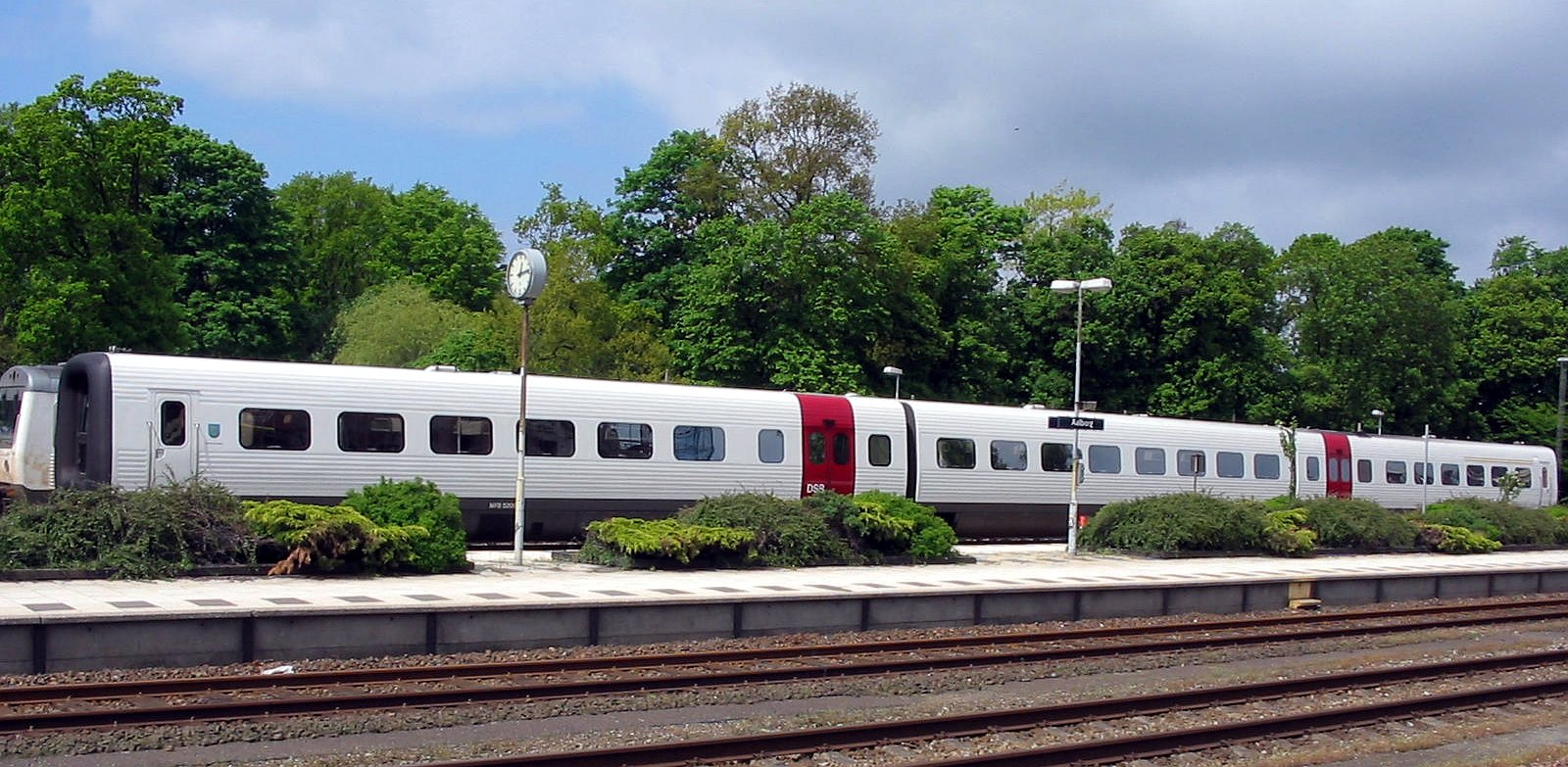
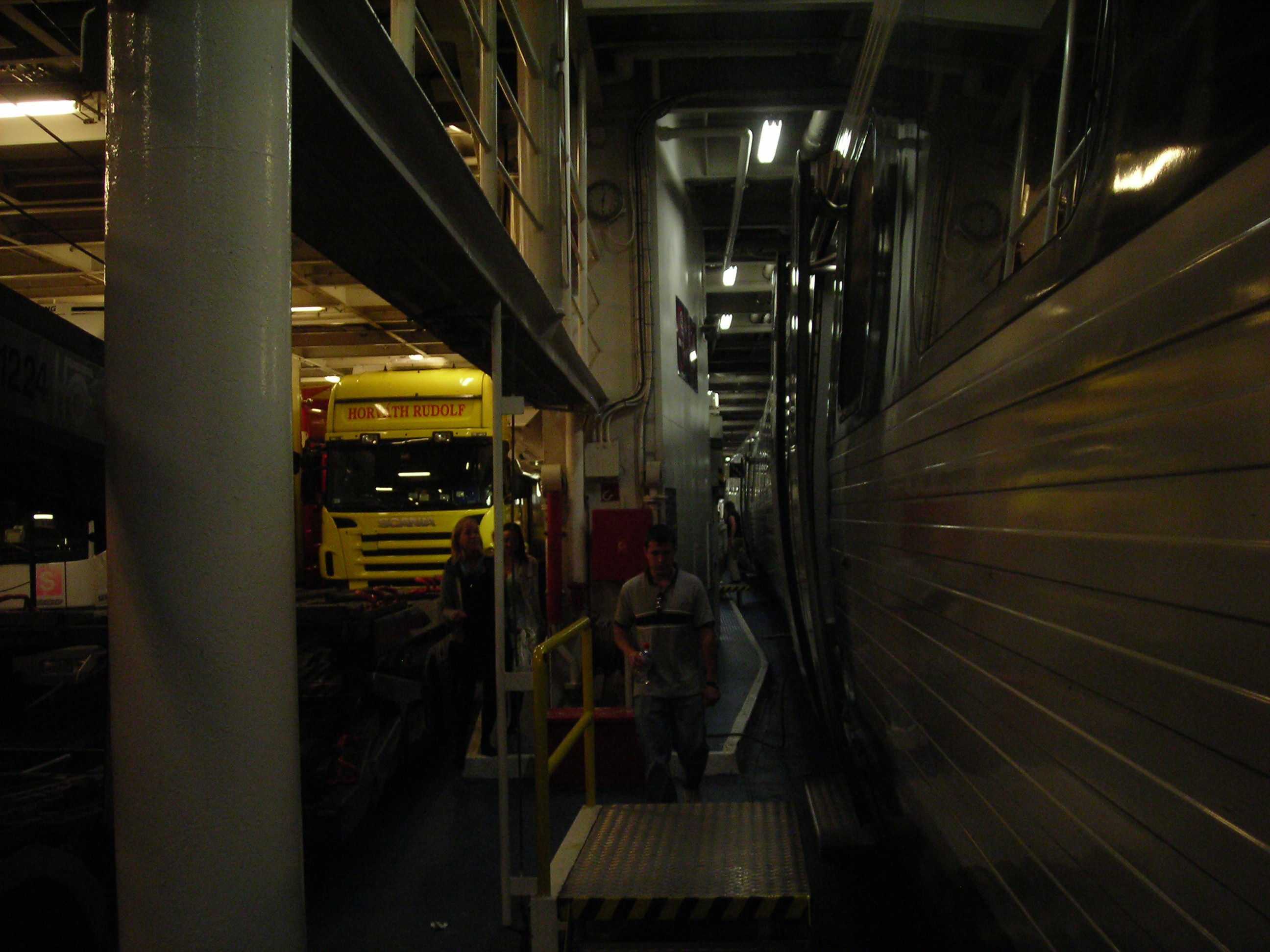
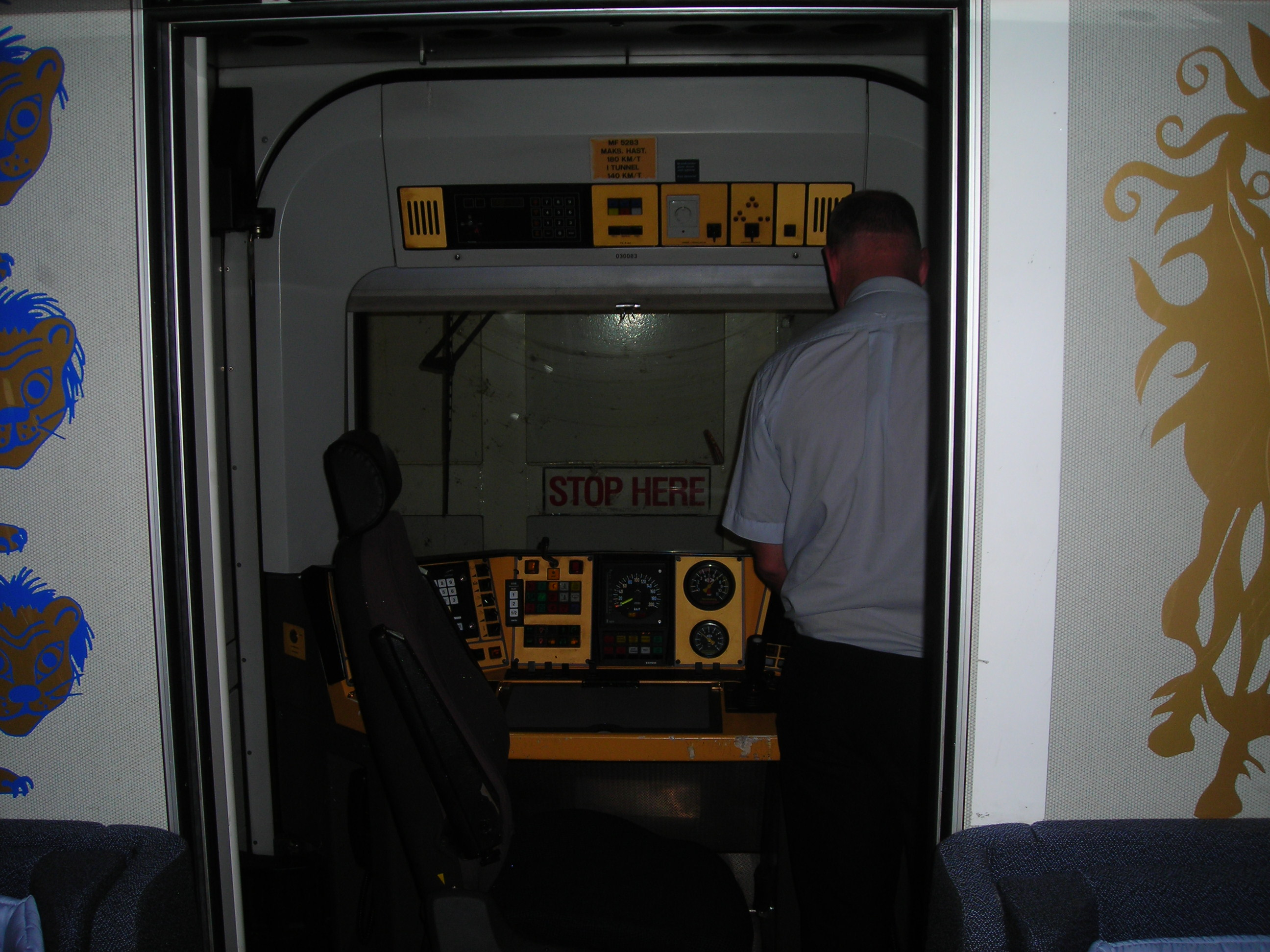
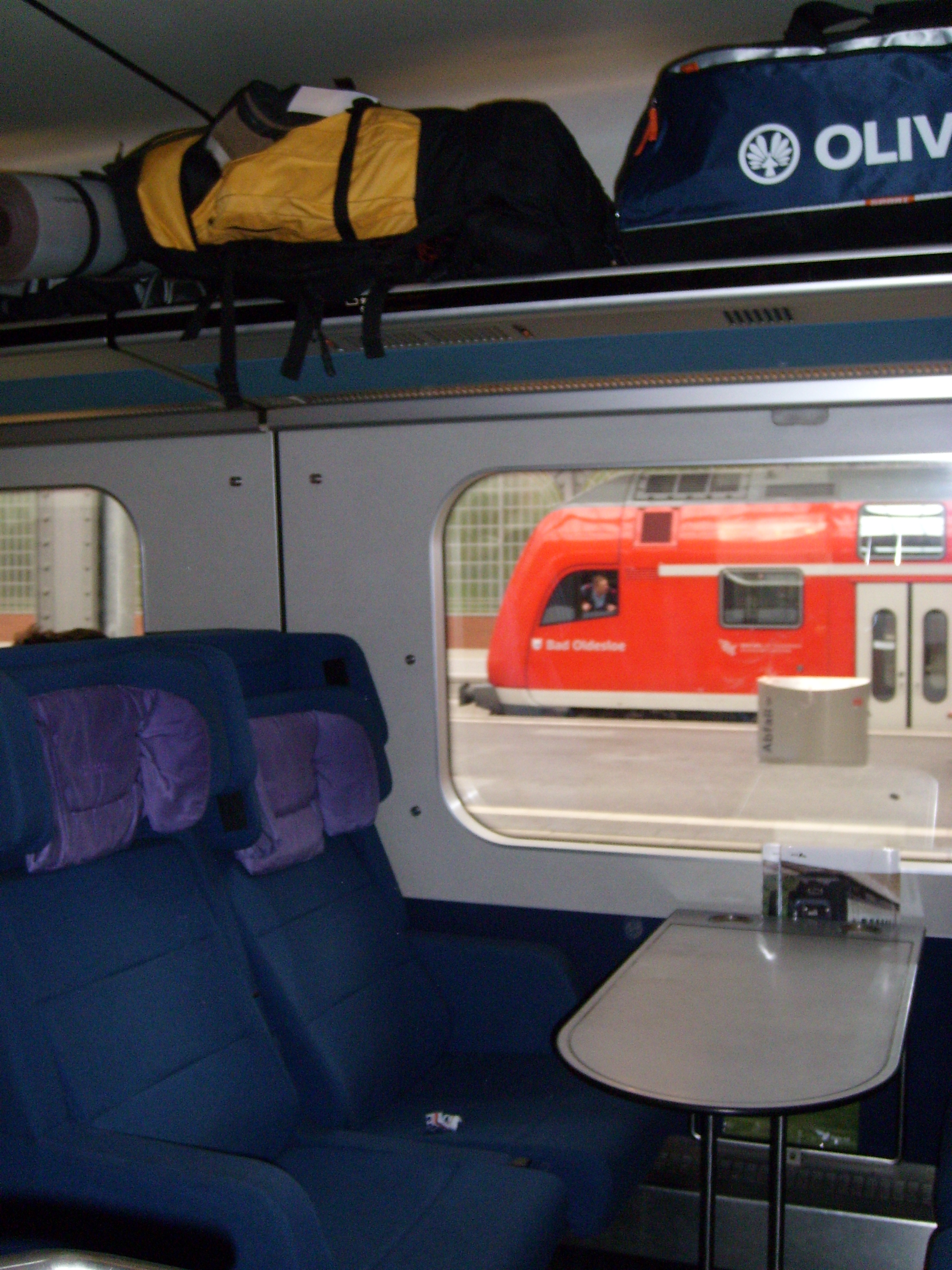
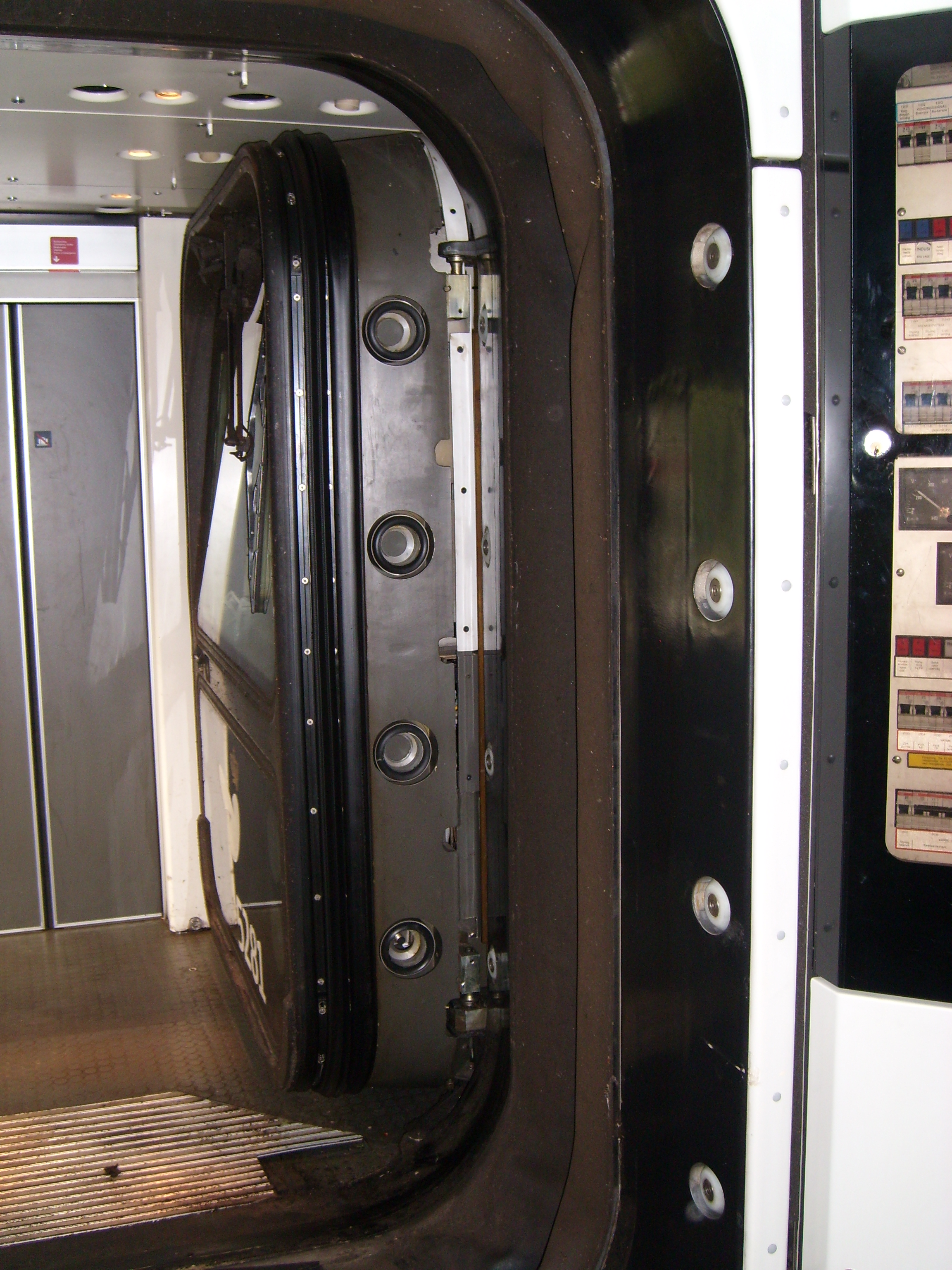
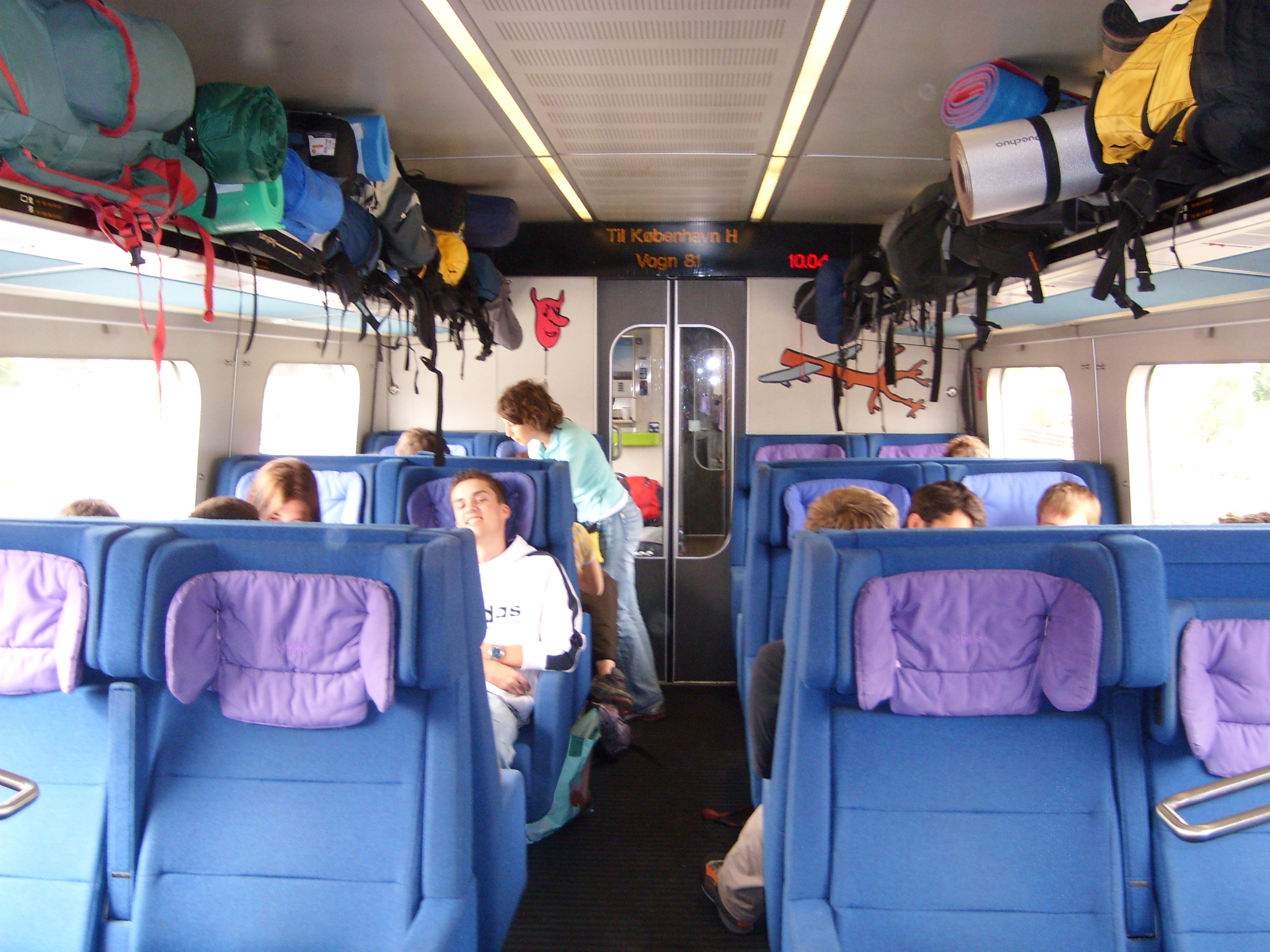
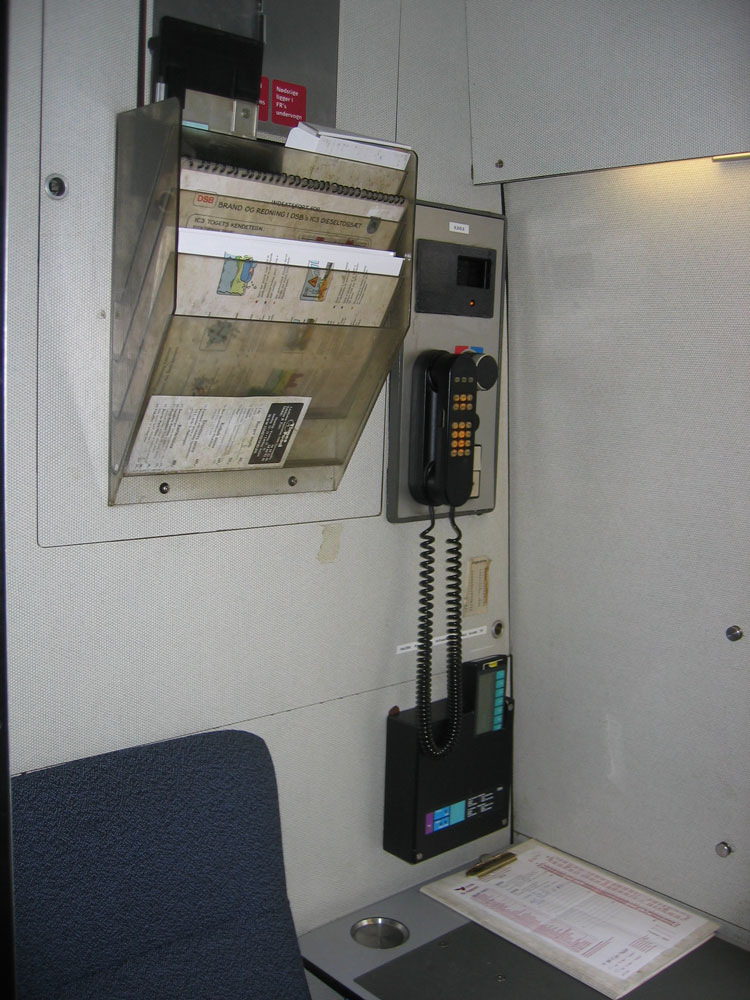
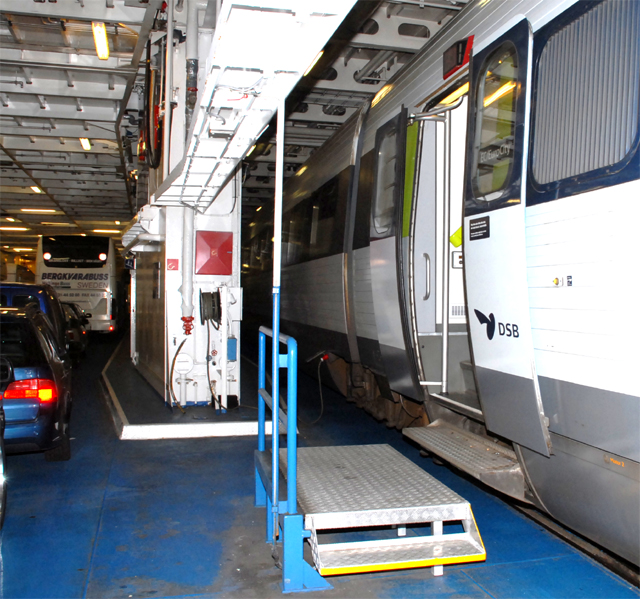
hulpperrons (platform) op de veerboot Puttgarden - Rødbyhavn